# Malte Axelsson
Malte Karl-Axel Axelsson, född 10 juli 1905 i Ryssby församling, Kronobergs län, död 30 mars 1998 i Jönköpings Sofia församling, Jönköping, var en svensk konstnär.
Han var huvudsakligen autodidakt som konstnär och bedrev självstudier under resor i utlandet. Han ställde ut separat första gången 1943 i Jönköping och kom senare att ställa ut separat i bland annat Stockholm, Östersund, Uddevalla och Oskarshamn, han medverkade ett flertal gånger i samlingsutställningar arrangerade av föreningen Smålandskonstnärer. Hans konst består av stilleben, porträtt, figurer och landskapsmålningar från Småland, Södermanland, Bohuslän och de äldre delarna av Stockholm. Malte Axelsson är begravd på Östra kyrkogården i Jönköping.